# Gare de Saint-Pierre-le-Moûtier
Gare de Saint-Pierre-le-Moûtier – przystanek kolejowy w Saint-Pierre-le-Moûtier, w departamencie Nièvre, w regionie Burgundia-Franche-Comté, we Francji.
Jest przystankiem kolejowym Société nationale des chemins de fer français (SNCF), obsługiwanym przez pociągi TER Bourgogne.

## Położenie
Znajduje się na wysokości 217 m n.p.m., na km 280,733 linii Moret – Lyon, pomiędzy stacjami Saincaize i Chantenay-Saint-Imbert.

## Usługi
Jest obsługiwany przez pociągi TER Bourgogne kursujące między Nevers, Moulins i Clermont-Ferrand.